# The Legend of Spyro: The Eternal Night
The Legend of Spyro: The Eternal Night, udgivet i 2007. er efterfølgeren til A New Beginning, det er det syvende spil i spyro-serien og er det fjerde spil der blev udgivet til PlayStation 2, Wii, Nintendo DS og Game Boy Advance og blev udviklet af Krome Studios.
Historien har som resten af spillene mange onde fjender, hvoraf blandt andet Gaul, som er spillets sidste boss, det er det der kan nævnes.
Spillet blev ikke taget så godt imod, som det første i The Legend of Spyro serien, på grund af sværhedsgraden lå for højt i mange menneskers øjne.

## Stemmer
- Elijah Wood: Spyro
- Mae Whitman: Cynder
- Billy West: Sparx
- Gary Oldman: Ignitus
- Kevin Michael Richardson: Terrador, Sniff, Gaul
- Jeff Bennett: Cyril, Mole-Yair, Scratch
- Martin Jarvis: Historieskriveren (The Chronicler)
- Corey Burton: Volteer,